# Alexander Ursenbacher
Alexander Ursenbacher (Rheinfelden, 26 aprile 1996) è un giocatore di snooker svizzero.

## Carriera
Alexander Ursenbacher inizia a giocare a snooker all'età di 12 anni, nel 2008. Nel 2012 e nel 2013 vince lo Swiss Amateur Championship, ben figurando anche agli eventi della Q School, che gli valgono una carta da professionista per le stagioni 2013-2014 e 2014-2015, divenendo quindi il secondo svizzero nella storia dello snooker a giocare nel Main Tour dopo Darren Paris.
Nella sua annata d'esordio Ursenbacher partecipa ad alcuni tornei dello European Tour, ottenendo anche una grande vittoria per 4-1 contro il campione del mondo 1997 Ken Doherty nel primo turno del sesto evento. Riesce a qualificarsi al Wuxi Classic 2014 ma è costretto a ritirarsi prima di iniziare il torneo vero e proprio, non riuscendo ad entrare in Cina.
Dopo essere uscito dai professionisti, nel 2016 perde la finale del Campionato mondiale Under-21 contro Xu Si, ottenendo però il titolo di campione europeo Under-21 nel 2017. Nello stesso anno raggiunge e viene sconfitto anche nella finale dell'Italian Snooker Open a Bolzano, contro Martin O'Donnell.
Ritornato nel Main Tour all'inizio della stagione 2017-2018, Ursenbacher si qualifica per il Riga Masters, il Paul Hunter Classic e l'Indian Open, dove esce al secondo turno in tutti e tre gli eventi. A sorpresa raggiunge le semifinali all'English Open al termine di un grande cammino: lo svizzero batte Anthony Hamilton, Gerard Greene, Stuart Carrington, Shaun Murphy, Michael White e viene eliminato da Kyren Wilson per 6-3, che a sua volta perde la finale contro Ronnie O'Sullivan. Nel Welsh Open 2019 Ursenbacher batte quest'ultimo al terzo turno.
Al Northern Ireland Open 2019 lo svizzero raggiunge i quarti di finale perdendo per 5-3 contro Joe Perry, dopo aver battuto anche due dei più forti giocatori come Stuart Bingham al terzo turno e Mark Allen al quarto.

## Ranking[15]
| Stagione  | Ranking iniziale | Ranking finale |
| --------- | ---------------- | -------------- |
| 2013-2014 | Non classificato | 120            |
| 2014-2015 | 92               | 119            |
| 2017-2018 | Non classificato | 88             |
| 2018-2019 | 69               | 73             |
| 2019-2020 | Non classificato | 66             |
| 2020-2021 | 66               |                |